# Caliprobola
Caliprobola là một chi ruồi trong họ Syrphidae.